# Garou
Garou (wym. [gaˈʁu]), właściwie Pierre Garand (ur. 26 czerwca 1972 w Sherbrooke) – kanadyjski piosenkarz, multiinstrumentalista, aktor i producent, honorowy ambasador Sherbrooke. Odznaczony przez prezydenta Francji Orderem Sztuki i Literatury.
Jako trzylatek grał na gitarze. Był gitarzystą zespołu Windows & Doors, następnie wokalistą formacji The Untouchables. Zagrał rolę Quasimodo w musicalu Notre-Dame de Paris. Po nagraniu trzech płyt francuskojęzycznych wydał album anglojęzyczny, zatytułowany Piece of My Soul. W 2009 roku premierę miał film L’amour aller retour, w którym zagrał główną rolę.

## Życiorys

### Dzieciństwo i młodość
Jest synem Carmen (gospodyni domowej) i Irénée (mechanika samochodowego) Garandów. Ma starszą o osiem lat siostrę Maryse, która jest agentką nieruchomości.
Jako trzylatek zaczął grać na gitarze, którą podarował mu ojciec, później ćwiczył grę na organach i fortepianie. Ukończył katolicką szkołę dla chłopców w Sherbrooke, uczęszczając do klasy muzycznej, w której grał na trąbce. W czasach szkolnych był gitarzystą w zespole Windows & Doors, który grał przeboje formacji The Beatles.
W wieku 18 lat trafił do Kanadyjskiej Armii. W wieku 19 lat, dzięki swojej przyjaciółce, zaśpiewał w barze na scenie z lokalną gwiazdą (Louis Alary), wykonując na scenie utwór Erica Claptona „Layla” i cztery inne piosenki. Po tym występie otrzymał angaż jako piosenkarz, grał w coraz większej liczbie barów, w końcu trafił na imprezę Młodych Talentów w Liquore Store w Magog.
W 1995 założył zespół Untouchables, grający muzykę R&B.

### Kariera

#### 1998–2000:Notre-Dame de Paris
W lecie 1997 na jednym z występów zespołu Untouchables pojawił się Luc Plamondon. Szukał aktora, który zagrałby rolę Quasimodo w musicalu Notre-Dame de Paris. Ostatecznie złożył propozycję Garou, który przyjął ofertę. Po debiucie na deskach teatru występował przed publicznością miast, takich jak Paryż, Londyn czy Montreal. Pochodząca z musicalu piosenka Belle została wybrana najpiękniejszą piosenką 50-lecia.

#### 2000–2003:Seul
W Paryżu Garou odkryli Céline Dion i René Angélil, którzy zaprosili go na obiad, po którym nawiązali współpracę. W Sylwestra 1999 Garou i Bryan Adams wystąpili na koncercie Céline Dion.
W 2000 roku zaczął powstawać debiutancki album artysty. Autorem siedmiu z czternastu piosenek był poeta Luc Plamondon. Na płycie gościnnie pojawiła się Céline Dion, która nagrała z Garou piosenkę Sous le vent. Jeden z utworów napisał też kanadyjski artysta Bryan Adams. Album, zatytułowany Seul, miał premierę w listopadzie 2000 roku. Album okazał się jednym z największych sukcesów przemysłu fonograficznego we Francji, zdobywając status diamentowej płyty. Artysta odbył pięć tras koncertowych. Single Seul i Sous le vent osiągnęły status multiplatynowych.
W 2001 roku na rynku ukazał się album live, zatytułowany Seul avec vous. W marcu 2002 Garou wystąpił w sali koncertowej Bercy, we Francji, gdzie nagrał DVD. Na scenie obok niego pojawili się Céline Dion, Gerald de Palmas, Patrick Fiori, Daniel Lavoie. W sierpniu DVD osiągnęło status diamentowej płyty.
W 2002 Garou wystąpił jako gość muzyczny na 39. Międzynarodowym „Sopot Festival”. W 2003 odebrał Wiktora za osobowość telewizyjną roku, Superjedynkę i platynową płytę za album Seul, który rozszedł się w Polsce w 100 tysiącach egzemplarzy.

#### 2003–2004:Reviens
24 października w stacji RMF FM odbyła się premiera piosenki „Reviens”, zwiastującej drugi album Garou pod tym samym tytułem, który ukazał się 24 listopada. W Polsce w dniu premiery album uzyskał status złotej płyty. Nad albumem pracowali producenci, tacy jak m.in. Luc Plamondon, Musumarra, Benzi, Nova, Barbelivien, Gerald de Palmas i Jean-Jacques Goldman.
W 2004 roku Garou odbył trasę koncertową, która rozpoczęła się w kwietniu w Montrealu. Został też uhonorowany nagrodą dla najpotężniejszej postaci w przemyśle rozrywkowym Quebecu oraz pojawił się gościnnie na płycie jednego z francuskich piosenkarzy Michela Sardou, z którym zaśpiewał utwór La riviere de notre enfance. Singel przez kilka tygodni utrzymywał się na pierwszym miejscu listy bestsellerów we Francji. W 2005 roku ukazał się album koncertowy, zatytułowany Routes. Na płycie znalazł się koncert zarejestrowany w Brukseli jesienią 2004 roku i making of albumu.
W 2005 roku wspomógł wokalnie debiutującą piosenkarkę Marilou, która uczestniczyła w jego trasie koncertowej Reviens Tour, nagrywając z nią piosenkę Tu es comme ca. Latem wziął udział w festiwalu komików Just pour rire w Montrealu. Przyjął zaproszenie Francisa Cabrela i zaśpiewał na paryskim koncercie charytatywnym na rzecz ofiar huraganu Katrina.

#### 2006–2007:Garou
12 czerwca 2006 roku wydał album studyjny, zatytułowany po prostu Garou. Na płycie znalazło się dwanaście utworów, wyselekcjonowanych spośród 150 nadesłanych mu propozycji. Album promowany był przez singiel L’injustice, który napisał i skomponował Pascal Obispo. We Francji album osiągnął szczyt na liście bestsellerów i uzyskał status platynowej płyty. Drugą połowę roku 2006 i początek 2007 Garou spędził w trasie koncertowej promującej płytę.

#### 2008:Piece of My Soul
10 marca 2008 w RMF FM odbyła się premiera pierwszego singla Stand Up, zapowiadającego kolejny album Garou. Singiel promujący wydawnictwo został stworzony przez Roba Thomasa, wokalistę grupy Matchbox i głównego wokalistę Carlosa Santany. 12 maja 2008 na rynku ukazała się anglojęzyczna płyta studyjna, zatytułowana Piece of My Soul. W ramach promocji albumu Garou pojawił się w Polsce, gdzie odebrał złotą płytę. W maju wyruszył w trasę koncertową Live en Bar. Od lipca do sierpnia francuska stacja telewizyjna TF1 emitowała film L’amour Aller Retour z jego udziałem. W sierpniu zadebiutował jako konferansjer i poprowadził wielki koncert z okazji 400-lecia Quebecu. Wystąpił także na dwóch koncertach w hołdzie wielkim artystom Luciano Pavarottiemu i Leonardowi Cohenowi.

#### 2009–2010:Gentleman Cambrioleur
7 grudnia 2009 wydał nowy album studyjny, zatytułowany Gentleman Cambrioleur, na której znalazły się jego wersje piosenek innych wykonawców, takich jak m.in. Madonna, U2, Rod Stewart, Frank Sinatra czy Simon & Garfunkel. 1 lutego 2010 na rynku ukazała się reedycja albumu. 12 lutego Garou była jednym z gości muzycznych ceremonii otwarcia XXI Zimowych Igrzysk Olimpijskich w Vancouver. Podczas gali otwarcia zaśpiewał piosenkę Un peu plus loin, napisaną przez Jeana-Pierre’a Ferlanda. Było to pierwsze wystąpienie Garou przed międzynarodową widownią. W maju pojawiła się linia perfum Come2Me, sygnowana przez Garou.
16 października wziął udział w Koncercie dla tolerancji, który odbył się w Agadirze w Maroku. 12 lat po premierze francuskiego musicalu Garou wraz z resztą oryginalnej obsady ponownie występował jako Quasimodo. Spektakle odbyły się w grudniu na Ukrainie, we Francji i Rosji.

#### 2011:Version Integrale
W lutym 2011 ukazał się piąty studyjny album Garou, zatytułowany Version Integrale, zawierający premierowe utwory. Do współpracy zaprosił m.in. Pascala Obispo, Jacques’a Veneruso i Mika Ibrahima. Singlem promującym była piosenka „J’avais besoin d’etre la”. W połowie roku Garou wziął udział w spektaklu akrobatyczno-muzycznym Zarkana, zrealizowanym przez quebecki Cyrk Słońca. Zagrał głównego bohatera magika, Zarka. Premiera sztuki odbyła się 29 czerwca w Nowym Jorku. 10 grudnia był gościem programu The Voice of Poland.

#### 2012:The Voice of FranceiRhythm & Blues
W lutym 2012 roku został jednym z jurorów w programie The Voice of France. W tym czasie podpisał umowę z wytwórnią Universal Music, która 24 września wydała jego nowy album studyjny, zatytułowany Rhythm & Blues. Na albumie znalazły się jego wersje (covery) utworów takich wykonawców jak m.in. Alicia Keys czy Daniel Powter. Singlem promującym była piosenka Le jour se leve, którą wcześniej wykonywała Esther Galil.

#### Od 2013:Au milieu de ma vie,It’s Magici kolejne projekty

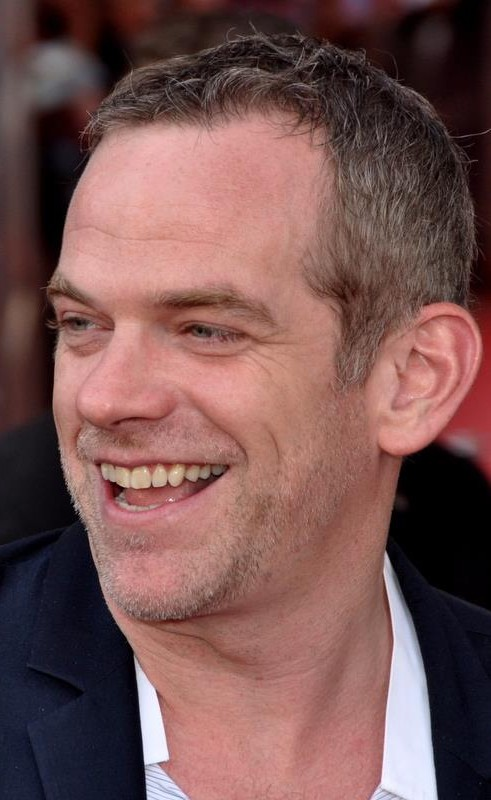
Garou w 2013

W sierpniu, w trakcie trasy koncertowej Rhythm And Blues Tour, Garou zagrał charytatywnie dla Fundacji Fight AIDS, na zaproszenie księżniczki Monaco, Stéphanie. Koncert odbył się 6 sierpnia 2013 roku, w ramach Monte-Carlo Sporting Summer Festival, w Salle des Étoiles.
Został twarzą kampanii reklamowej marki Mauboussin.
18 listopada we Francji pojawił się ósmy studyjny album piosenkarza, zatytułowany Au milieu de ma vie. Polskie wydanie płyty wzbogacone zostało o piosenkę „Du vent, des mots (tyle słów na wiatr)”, którą nagrał z polską piosenkarką Paullą.
22 sierpnia 2014 wystąpił na Polsat Sopot Festival.
Był patronem Telethonu 2014, akcji charytatywnej we Francji, której finał odbył się 6 grudnia.
W marcu 2015 dał koncerty w siedmiu miastach Polski; zagrał we Wrocławiu, Poznaniu, Szczecinie, Gdyni, Krakowie, Warszawie i Bydgoszczy. 24 listopada 2015 wydał album pt. It’s Magic, zawierający 15 świątecznych standardów, którym artysta nadał brzmienie rhythm’n’bluesowe.

### Życie prywatne
Był związany ze szwedzką modelką Ulrike, z którą ma córkę Emelie (ur. 7 lipca 2001). Od 2013 jego partnerką była kanadyjska modelka Stephanie Fournier. W 2021 plotkowano o jego związku z Emily. W styczniu 2023 w wywiadzie przyznał, że jest sam i jest mu z tym dobrze.

## Dyskografia

### Albumy
| 2000                           | Seul - Data: 13 listopada 2000 - Wydawca: Columbia Records                                 | 1  | 9  | 1  | 2 | 1  | - FRA: diamentowa płyta - CAN: 3x platynowa płyta - BEL: 2x platynowa płyta - POL: platynowa płyta |
| 2003                           | Reviens - Data: 24 listopada 2003 - Wydawca: Columbia Records                              | 3  | 5  | 2  | – | 1  | - FRA: 2x platynowa płyta - POL: złota płyta                                                       |
| 2006                           | Garou - Data: 12 czerwca 2006 - Wydawca: Columbia Records                                  | 1  | 5  | 24 | 6 | 1  | - FRA: platynowa płyta                                                                             |
| 2008                           | Piece of My Soul - Data: 12 maja 2008 - Wydawca: Columbia Records                          | 3  | 8  | 7  | 2 | 35 | - CAN: złota płyta - POL: złota płyta                                                              |
| 2009                           | Gentleman Cambrioleur - Data: 7 grudnia 2009 - Wydawca: Wolfgang Entertainment, Sony Music | 35 | 30 | 17 | – | 33 | |
| 2011                           | Version intégrale - Data: 7 lutego 2011 - Wydawca: Wolfgang Entertainment, Sony Music      | 33 | 36 | 20 | – | 2  | |
| 2012                           | Rhythm & Blues - Data: 23 października 2012 - Wydawca: Mercury, Universal Music            | 2  | 18 | 38 | – | –  | - FRA: platynowa płyta                                                                             |
| 2013                           | Au Milieu De Ma Vie - Data: 19 listopada 2013 - Wydawca: Mercury, Universal Music          | 5  | 11 | 25 | – | –  | |
| „–” pozycja nie była notowana. |                                                                                            |    |    |    |   |    | |

### Single
| Rok                            | Tytuł                                         | Pozycja na liście | Pozycja na liście | Pozycja na liście | Pozycja na liście | Pozycja na liście |
| ------------------------------ | --------------------------------------------- | ----------------- | ----------------- | ----------------- | ----------------- | ----------------- |
| Rok                            | Tytuł                                         | RMF               | CA                | FR                | BE                | CH                |
| 1998                           | Belle                                         | –                 | –                 | 1                 | 1                 | –                 |
| 1999                           | Dieu que le monde est injuste                 | –                 | –                 | 56                | –                 | –                 |
| 2000                           | Le monde est stone                            | –                 | –                 | 27                | 20                | –                 |
| 2001                           | Sous le vent (& Céline Dion)                  | 1                 | 14                | 1                 | 1                 | 2                 |
| 2002                           | Gitan                                         | 1                 | –                 | –                 | –                 | –                 |
| 2002                           | Seul                                          | 1                 | –                 | 1                 | 1                 | 10                |
| 2002                           | Je n’attendais que vous                       | 14                | –                 | 34                | 20                | –                 |
| 2003                           | Reviens                                       | 1                 | –                 | 9                 | 10                | 23                |
| 2004                           | Et si on dormait                              | –                 | –                 | –                 | 2                 | 85                |
| 2004                           | La riviere de notre enfance (& Michel Sardou) | –                 | –                 | 1                 | 1                 | 14                |
| 2004                           | Passe ta route                                | 1                 | –                 | –                 | –                 | –                 |
| 2005                           | L’aveu                                        | –                 | –                 | –                 | –                 | –                 |
| 2005                           | Tu es comme ça (& Marilou)                    | –                 | –                 | 10                | 4                 | 23                |
| 2006                           | L’injustice                                   | –                 | –                 | 11                | 17                | 44                |
| 2006                           | Je suis le même                               | –                 | 1                 | –                 | 8                 | –                 |
| 2006                           | Plus fort que moi                             | –                 | –                 | –                 | –                 | –                 |
| 2007                           | Que le temps                                  | –                 | –                 | –                 | –                 | –                 |
| 2008                           | Stand Up                                      | 4                 | 68                | –                 | 6                 | –                 |
| 2008                           | Burning                                       | 1                 | –                 | –                 | –                 | –                 |
| 2008                           | Heaven’s Table                                | –                 | –                 | –                 | –                 | –                 |
| 2009                           | Take A Piece Of My Soul                       | –                 | –                 | –                 | –                 | –                 |
| 2009                           | First Day of My Life                          | –                 | –                 | –                 | 13                | –                 |
| 2009                           | New Year’s Day                                | –                 | –                 | –                 | –                 | –                 |
| 2010                           | Aimer d’amour                                 | –                 | –                 | –                 | –                 | –                 |
| 2010                           | J’avais besoin d'être là                      | –                 | –                 | –                 | 8                 | –                 |
| 2011                           | For You                                       | –                 | –                 | –                 | –                 | –                 |
| 2012                           | Le jour se leve                               | –                 | –                 | 115               | 22                | –                 |
| 2013                           | Avancer                                       | –                 | –                 | 57                | 31                | 73                |
| 2014                           | Du vent des mots (& Charlotte Cardin)         | –                 | –                 | 131               | 7                 | –                 |
| „–” pozycja nie była notowana. |                                               |                   |                   |                   |                   |                   |

## Wideografia
- 2000 Notre-Dame de Paris
- 2002 Live à Bercy – złota płyta DVD w Polsce[59]
- 2005 Routes

## Filmografia
- 2008 L’amour Aller Retour

## Trasy koncertowe
| Rok       | Trasa               | Kraje                                                                                         |
| --------- | ------------------- | --------------------------------------------------------------------------------------------- |
| 2000–2003 | Seul                | Kanada, Francja, Belgia, Szwajcaria, Luksemburg, Monako, Polska                               |
| 2004      | Reviens             | Kanada, Rosja, Polska, Czechy, Francja, Belgia, Tunezja, Mauritius, Monako, Liban, Szwajcaria |
| 2006–2007 | Garou Tour          | Kanada, Gwadelupa, Martynika, Gujana, Francja, Belgia, Szwajcaria, Luksemburg                 |
| 2008–2009 | Live En Bar         | Szwajcaria, Francja, Belgia, Ukraina, Rosja, Kanada, Armenia                                  |
| 2010      | Gentleman Tour      | Francja, Belgia, Kanada                                                                       |
| 2012–2013 | Rhythm & Blues      | Białoruś, Ukraina, Rosja, Mołdawia, Francja, Belgia, Szwajcaria, Kanada                       |
| 2014–2015 | Au Milieu De Ma Vie | Rosja, Ukraina, Francja, Polska,Tahiti,Rumunia                                                |